# Кааф
«Каа́ф» — древнерусский сборник, содержащий толкования блаженного Феодорита на Пятикнижие, в форме вопросов и ответов.
Возник ещё на почве средневековой греческой литературы, подобные сборники, порой наполненные апокрифическим материалом, имели широкое распространение в древнерусской письменности. «Книга, нарицаемая Кааф, сиречь сборник, понеже суть мнози толкове сбрани» — заключает в себе главным образом толкования блаженного Феодорита на Пятикнижие Моисея. Особо важен тем, что в этом толковом сборнике точно указан первоначальный источник подобных собраний — «Толковая Палея».
«Кааф» представляет большой интерес для изучения истории толковых сборников и тесно связан с многочисленными «Беседами», большей частью апокрифическими.